# 密蘇里鎮區 (北達科他州伯利縣)
密蘇里鎮區（英語：Missouri Township）是位於美國北達科他州伯利縣的一個鎮區。

## 地方資料
密蘇里鎮區的面積為76.04平方千米，當中陸地面積為61.21平方千米，而水域面積為14.83平方千米。根據2010年美國人口普查的數據，當地共有人口168人，而人口密度為每平方千米2.21人。